# Phare de Point Cabrillo
Le phare de Point Cabrillo est un phare qui est situé entre le cap Mendocino et Point Arena, dans Comté de Mendocino (État de la Californie), aux États-Unis.
Ce phare est géré par la Garde côtière américaine, et les phares de l'État de Californie sont entretenues par le District 11 de la Garde côtière .
Il fait partie du Point Cabrillo light Station State Historic Park. Il est inscrit au Registre national des lieux historiques depuis le 3 septembre  1991 .

## Histoire
Point Cabrillo a été nommé en 1870 par l'Institut d'études géologiques des États-Unis d'après l'explorateur portugais João Rodrigues Cabrilho, bien que son voyage d'exploration au large de la côte californienne n'atteignit pas tout à fait ce point. Le brick de commerce d'opium Frolic échoua sur un récif au nord de Point Cabrillo en 1850. L'enquête sur l'épave, par des agents de Henry Meiggs, a conduit à la découverte des forêts de séquoias du Comté de Mendocino et au début du commerce du bois qui allait conduire l'économie locale pendant des décennies.
En 1873, Point Cabrillo a été étudié comme un site potentiel pour un phare. Cependant, aucun phare n'a été construit à ce moment-là. En 1904, après plusieurs autres naufrages, le United States Lighthouse Service a recommandé qu'un phare soit érigé sur cette pointe. Le projet de loi pour financer sa construction a été adopté en juin 1906, et le gouvernement a acheté un terrain à Point Cabrillo. Le phare a été construit par la Lindgren Company à partir de 1908, et a été mis en service  en 1909. En 1935, un signal de brouillard y a été installé.
L'US Coast Guard a repris la gestion des phares en 1939. Le phare a subi des dommages importants en 1960 après qu'une tempête ait causé quelques dégâts et inondé le bâtiment de boue, mais la lentille n'a pas été endommagée. Plus tard pendant la Guerre froide, la station a été utilisée pour simuler une base radar soviétique dans des exercices d'entraînement. La Garde côtière a occupé la station jusqu'en 1973, date à laquelle elle a été automatisée et qu'une balise tournante moderne a été montée sur un support métallique sur le toit à l'ouest de la salle des lanternes.
En 1988, le California Coastal Conservancy (en) a racheté les terres entourant la station et, en 1991, elle a été inscrite au Registre national des lieux historiques. Cependant, le California State Park System a refusé de prendre possession des terres  à cause des déficits budgétaires de l'État. La station a alors été gérée pendant neuf ans par une organisation à but non lucratif, la North Coast Interpretive Association (NCIA). À partir de 1996, l'association a organisé une importante restauration de la station à son état des années 1930 après qu'elle fut électrifiée, et avec la remise en fonction de sa lentille de Fresnel de 3e ordre d'origine, aux normes actuelles, en 1999.
Le phare restauré a été ouvert au public en août 2001 et utilisé pour filmer le film dramatique de la Warner Bros. The Majestic de 2001. En 2002, le California State Parks a racheté la station pour quatre millions de dollars. Le NCIA, qui est alors devenu Point Cabrillo Light Keeper Association , a continué de gérer la station pour le système de Parc d'État.

## Description
La station de signalisation de Point Cabrillo est située à environ 2,4 km au nord de Mendocino, et comprend le phare ainsi que plusieurs dépendances. La plupart des structures d'origine subsistent, mais la grange est manquante : en 1986, elle a été détruite lors d'un exercice d'incendie. Elle ne doit pas être confondue avec l'ancien phare de Point Loma (1855) ou l'actuel phare de Point Loma à San Diego, tous deux situés dans le parc du Cabrillo National Monument.
La tour de la maison-phare mesure 14 m de haut et sa lanterne est équipée d'une lentille de Fresnel 3e ordre construite par Chance Brothers (en), une compagnie anglaise, et expédiée jusqu'à Point Cabrillo en passant par le Cap Horn. Sa hauteur focale est de 25 m au-dessus du niveau de la mer. À l'origine, elle était éclairée par une lampe au kérosène et actionnée par un mécanisme d'horlogerie, mais elle a été remplacée par une lampe électrique et une motorisation en 1935. La lumière actuelle utilise une lampe de 1 000 watts. Selon les conditions atmosphériques, la lentille de Fresnel crée un faisceau focalisé tournant 40 secondes , produisant un éclat blanc toutes les 10 secondes. Sa portée est de 22 milles nautiques (environ 41 km).
Identifiant : ARLHS : USA-619 - Amirauté : G4362 - USCG : 6-0450.

## caractéristique duFeu maritime
Fréquence : 10 secondes (W)
- Lumière : 1 seconde
- Obscurité : 9 secondes

|                |
| Point Cabrillo |

|                     |
| Lentille de Fresnel |

|          |
| Le phare |

### Lien connexe
- Liste des phares de la Californie